# Hieracium obatrescens
Hieracium obatrescens es una especie de planta con flor del género Hieracium, de la familia Asteraceae, orden Asterales.

## Distribución
Hieracium obatrescens se distribuye por Suiza, Finlandia y Dinamarca.

## Taxonomía
Fue descrita científicamente por (Dahlst.) Dahlst.